# Fuoco di paglia
Fuoco di paglia (Strohfeuer) è un film del 1972 diretto da Volker Schlöndorff.

## Trama
Una trentenne moglie e madre cerca l'indipendenza ma deve affrontare molte difficoltà.

## Critica
«penetrante ritratto della condizione femminile, sostenuto con partecipazione e humour dall'interpretazione della von Trotta... riflessione militante sull'alienazione borghese e sul ruolo repressivo della famiglia. [...] scadente traduzione dei dialoghi...» **½ 